# Hümeyra Hanımsultan
Suade Hümeyra Hanımsultan (turco ottomano: سعاده حمیرہ خانم سلطان, "buona fortuna" e "rosso"; anche nota come Hümeyra Özbaş; Istanbul, 4 giugno 1917 – Izmit, 17 maggio 2000) è stata una principessa ottomana, figlia di Fatma Ulviye Sultan e nipote del sultano Mehmed VI.

## Biografia
Suade Hümeyra Hanımsultan nacque il 4 giugno 1917 a Istanbul, nel Palazzo Nişantaşı. Era l'unica figlia di Fatma Ulviye Sultan, figlia del sultano ottomano Mehmed VI e della Prima Consorte Nazikeda Kadın, avuta dal suo primo marito, Ismail Hakki Bey, figlio dell'ultimo Gran Visir ottomano, Ahmed Tevfik Pasha, e di sua moglie Elizabeth Tschumi. I suoi genitori divorziarono nel 1922 e sua madre in seguito si risposò.
Nel 1924 la dinastia ottomana venne esiliata. La famiglia di Hümeyra si stabilì prima a Sanremo, dove Mehmed VI era stato esiliato nel 1922, poi, dopo la sua morte nel 1926, prima a Montecarlo e poi ad Alessandria d'Egitto nel 1929. 
Nel 1936 il presidente turco, Mustafa Kemal Ataturk, le permise di visitare la Turchia, e dal 1939 una legge speciale, approvata per i figli di Naciye Sultan e Ismail Enver, le consentì, se avesse voluto, di rientrare a Istanbul. Tuttavia, nello stesso anno Hümeyra sposò Fahir Bey e si trasferì con lui negli Stati Uniti. I due divorziarono nel 1942, senza aver avuto figli. 
In seguito insegnò turco alla Princeton University, dove incontrò Halil Özbaş. Si sposarono nel 1944 ed ebbero un figlio e una figlia. Rimasta vedova nel 1963, rientrò infine in Turchia, stabilendosi a Smirne, dove viveva sua madre dal 1952, quando l'esilio per le principesse fu revocato. Qui fondò il  Kismet Hotel. 
Morì a Izmit, nel suo hotel, il 17 maggio 2000, a ottantadue anni. 

## Discendenza
Dal suo secondo matrimonio, Hümeyra Hanımsultan ebbe un figlio e una figlia:
- Ismail Halim Özbaş (n. 6 ottobre 1945). Nato a Istanbul. Ha sposato Evin Hanım e ha una figlia e un figlio:
  - Nadia Özbaş (n. 1969)
  - Halil Özbaş (n. 1974)
- Hanzade Özbaş (n. 4 ottobre 1953). Nata a Izmit. Ha sposato Tevfik Moran e ha due figlie:
  - Neslişah Evliyazade (n. 1977)
  - Mesude Evliyazade (n. 1978)

## Onorificenze
- Ordine della Casa di Osman, 1922[9]